# پورانترویی ۸۴۹۰۲
سیارک ۸۴۹۰۲ (به انگلیسی: 84902 Porrentruy، نامگذاری:2003UU11) هشتاد و چهار هزار و نهصد و دومین سیارک کشف شده‌است که در ۱۷ اکتبر ۲۰۰۳ کشف شد.